# Ронгмей (народ)
Ронгмей (кабуи) — народ на востоке Индии, относится к группе племён нага. Проживает в штате Нагаленд, на северо-западе штата Манипур (округ Таменглонг) и в округе Качар штата Ассам. Численность этноса составляет около 59 тыс. человек.
Деревни ронгмей как правило маленького размера, жилища раскиданы по большой территории. Часть ронгмей — христиане, часть — всё ещё сохраняет традиционные анимистические верования, связанные с верой в духов природы. Праздники ронгмей обычно посвящены различным стадиям в жизни земледельцев. Основная традиционная пища включает рис и жареную рыбу, а также мясо и овощи. Традиционно умение изготовления предметов из бамбука (корзины и др.).

## Язык
Язык ронгмей относится к тибето-бирманской языковой семье:
Счёт на языке ронгмей:
- 1 Akhat, khat
- 2. Kanei
- 3. Kathumh
- 4. Padeih
- 5. Panguh

- 6. Charuk
- 7. Chanei
- 8. Tachat
- 9. Chakiu
- 10. Ruh